# Tíbet (1912-1951)
Tíbet (en tibetano: བོད་, wylie: Bod) fue un Estado independiente de facto en Asia Oriental que duró desde el colapso de la dinastía Qing en 1912 hasta su anexión por la República Popular China en 1951.
El régimen tibetano Ganden Phodrang era un protectorado bajo el gobierno Qing de la dinastía Qing hasta 1912. Cuando se formó el Gobierno provisional de la República de China, recibió un edicto imperial que le otorgaba el control sobre todos los territorios de la dinastía Qing. Sin embargo, no pudo ejercer ninguna autoridad en el Tíbet. El 13.º dalái lama declaró que la relación del Tíbet con China terminó con la caída de la dinastía Qing y proclamó la independencia. El Tíbet y Mongolia Exterior también firmaron un tratado que proclamaba el reconocimiento mutuo de su independencia de China. Su independencia no fue reconocida formalmente por otros países.
Después de la muerte del 13º dalái lama en 1933, una misión de condolencias enviada a Lhasa por el Gobierno nacionalista gobernado por el Kuomintang para iniciar negociaciones sobre el estatus del Tíbet recibió permiso para abrir una oficina y permanecer allí, aunque no se llegó a ningún acuerdo.
Entre 1945 y 1949, el gobierno nacionalista de la República de China perdió la renovada guerra civil china contra el Partido Comunista de China. En el Tíbet, la era de la independencia de facto terminó después de que el Tíbet fuera anexado a la recién formada República Popular China en 1950 y 1951.

## Historia

### Declaración de independencia
Tras la revolución de Xinhai y la caída de la dinastía Qing, la milicia del Tíbet lanzó un ataque sorpresa a la guarnición Qing en el Tíbet. Posteriormente, los funcionarios Qing en Lhasa fueron obligados a firmar el "Acuerdo de los Tres Puntos", que preveía la rendición y expulsión de las fuerzas Qing del Tíbet central.
El presidente provisional de la República de China, Yuan Shikai, envió un telegrama al 13.er dalái lama restaurando sus títulos anteriores. El dalái lama rechazó estos, respondiendo que «el intentaría ejercer temporalmente su magisterio eclesiástico en el Tíbet». En 1913, el dalái lama, que había huido a la India cuando la dinastía Qing envió una expedición militar para establecer el régimen chino directo sobre el Tíbet en 1910, regresó a Lhasa y emitió una proclamación que declaraba que la relación entre el emperador chino y el Tíbet «había sido la de patrono y el sacerdote y no se había basado en la subordinación de uno a otro». «Somos una nación pequeña, religiosa e independiente», dijo el anuncio.
A principios de 1913, Agvan Dorzhiev y otros dos representantes del Tíbet firmaron un tratado entre el Tíbet y Mongolia en Urga, proclamando el reconocimiento mutuo y el de su independencia de China. El 13.º dalái lama le dijo más tarde a un diplomático británico que él no había autorizado a Agvan Dorzhiev a realizar tratados en nombre del Tíbet. Debido a que el texto no fue publicado, algunos al principio dudaban de la existencia del tratado, pero el texto en mongol fue publicado por la Academia de Ciencias de Mongolia en 1982.

### La convención de Shimla de 1914

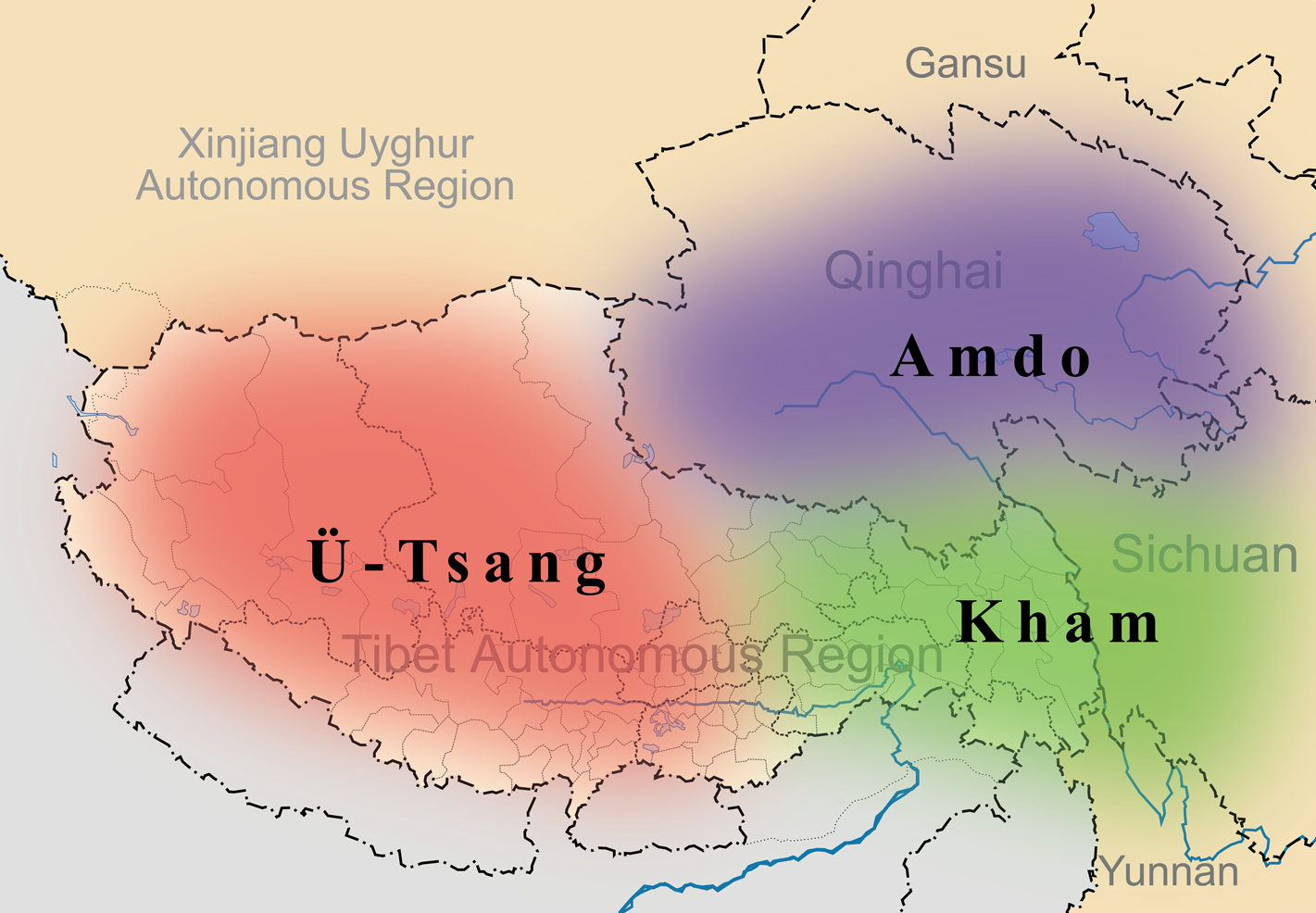
Las regiones tibetanas de Ü-Tsang, Kham y Amdo.

Entre 1913 y 1914 se llevó a cabo la conferencia en Shimla entre el Reino Unido, el Tíbet y la República de China. Los británicos sugirieron que las áreas habitadas por tibetanos debían ser divididas en un Tíbet Exterior y otro Interior (siguiendo el modelo de un acuerdo previo entre China y Rusia sobre Mongolia). El Tíbet Exterior, aproximadamente con la misma superficie que la región de Ü-Tsang, sería autónoma bajo soberanía china. El Tíbet Interior consistiría de las regiones de Kham y Amdo, en las cuales Lhasa tendría control solamente sobre los asuntos religiosos. Entre 1908 y 1918, hubo una guarnición china en Kham y los príncipes locales estaban subordinados a su comandante.
Cuando se rompieron las negociaciones sobre la frontera específica entre el Tíbet Interior y Exterior, el jefe negociador británico Henry McMahon señaló para delimitar la frontera del Tíbet y la India británica a lo que se conoce como la Línea McMahon, que anexaba unos 9000 kilómetros cuadrados de territorio tradicional tibetano al sur de la región, al tiempo que reconocía la soberanía china sobre el Tíbet y afirmaba el carácter de este como parte del territorio chino, junto con la promesa del Gobierno de China de que el Tíbet no se convertiría en una provincia china.

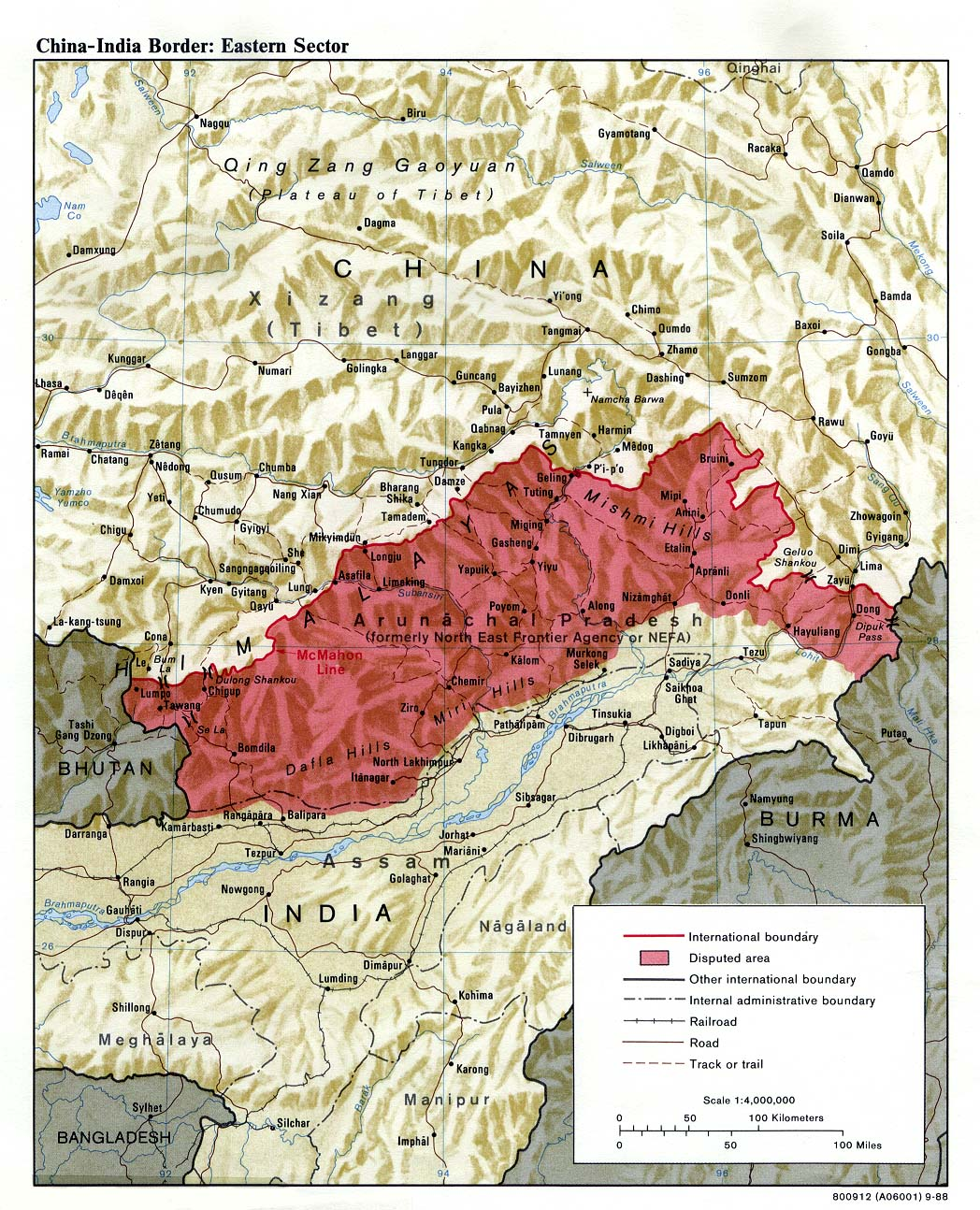
Frontera oriental entre China e India.

Más tarde los gobiernos chinos reclamaron que esta Línea McMahon ilegítimamente transfería una gran cantidad de territorio a la India. El territorio en disputa es actualmente llamado Arunachal Pradesh por la India y el Tíbet del sur por China. Los británicos ya habían concluido acuerdos con los líderes tribales locales y establecieron el trazado de la frontera noreste en 1912. El gobierno británico de la India rechazó inicialmente el acuerdo bilateral de McMahon por ser incompatible con el Convenio anglo-ruso de 1907.
La Línea McMahon fue considerada por el gobierno británico, y luego independiente, de la India como el límite definitivo. Sin embargo, desde el punto de vista chino el tratado no tenía sentido, y la anexión y el control de partes de Arunachal Pradesh de la India no fue aceptado. Esto sentó las bases para la guerra sino-india de 1962 y la disputa fronteriza entre China y la India, que persiste en la actualidad.
En 1938, los británicos finalmente publicaron el texto de la Convención de Shimla como un acuerdo bilateral y exigieron que el monasterio de Tawang, situado al sur de la Línea McMahon, dejara de pagar impuestos a Lhasa. Hsiao-Ting Lin afirma que el volumen Colección de tratados de C.U. Aitchison, publicado originalmente con una nota indicando que no se había alcanzado un acuerdo vinculante en Shimla, fue extraído de las bibliotecas y se reemplazó con un nuevo volumen que tiene un falso "1929" como fecha de publicación, e incluye Shimla junto con una nota del editor afirmando que el Tíbet y el Reino Unido, pero no China, aceptaron el acuerdo como válido.
El Convenio anglo-ruso de 1907, que había causado en un principio que los británicos cuestionaran la validez de Shimla, había sido renunciado por los rusos en 1917 y conjuntamente por los rusos y los británicos en 1921. El Tíbet, sin embargo, alteró su posición respecto a la Línea McMahon en la década de 1940. A finales de 1947, el gobierno tibetano escribió una nota al Ministerio de Relaciones Exteriores de la India recién independizada reclamando los distritos tibetanos al sur de dicha línea. Por otra parte, al negarse a firmar los documentos de Shimla, el gobierno chino se había escapado de reconocer la validez de la Línea McMahon.

### Era de los señores de la guerra
China permaneció dividida debido a su división entre grupos militares, en tanto el reinado del 13.º dalái lama estuvo marcado por los conflictos fronterizos con los chinos Han y los señores de la guerra musulmanes, en los cuales los tibetanos perdieron la mayor parte de su tiempo. En ese momento, el gobierno del Tíbet controlaba Ü-Tsang y Kham occidental, aproximadamente coincidente con las fronteras de la actual Región Autónoma del Tíbet. Kham oriental, separada por el río Yangtze, estaba bajo el control del señor de la guerra chino Liu Wenhui. La situación en Amdo (Qinghai) era más complicada, pues el área de Xining era controlada desde 1928 por el señor de la guerra Ma Bufang, de la familia de los señores de la guerra musulmanes conocidos como Ma, que constantemente se esforzaron por ejercer el control sobre el resto de Amdo. El sur de Kham, junto con otras partes de Yunnan, perteneció a la pandilla de Yunnan desde 1915 hasta el 1927. Dentro del territorio bajo control chino, la guerra se está librando contra los rebeldes tibetanos en Qinghai durante la Pacificación del Kuomintang de Qinghai.
En 1918, Lhasa recuperó el control de Chamdo y Kham occidental; una tregua estableció la frontera en el río Yangtze. En este momento, el gobierno del Tíbet controla todo Ü-Tsang y Kham al oeste del río Yangtze, semejantes a las fronteras actuales de la Región Autónoma del Tíbet. Kham oriental era gobernada por príncipes locales tibetanas de lealtades diferentes. La provincia de Qinghai era controlada por la etnia Hui y el señor de la guerra pro-Kuomintang Ma Bufang. En 1932, Tíbet invadió Qinghai, en un intento de capturar las partes meridionales de la provincia, a raíz de la discordia sobre un monasterio en Yushu en 1932. El ejército de Ma Bufang derrotó a los ejércitos tibetanos.

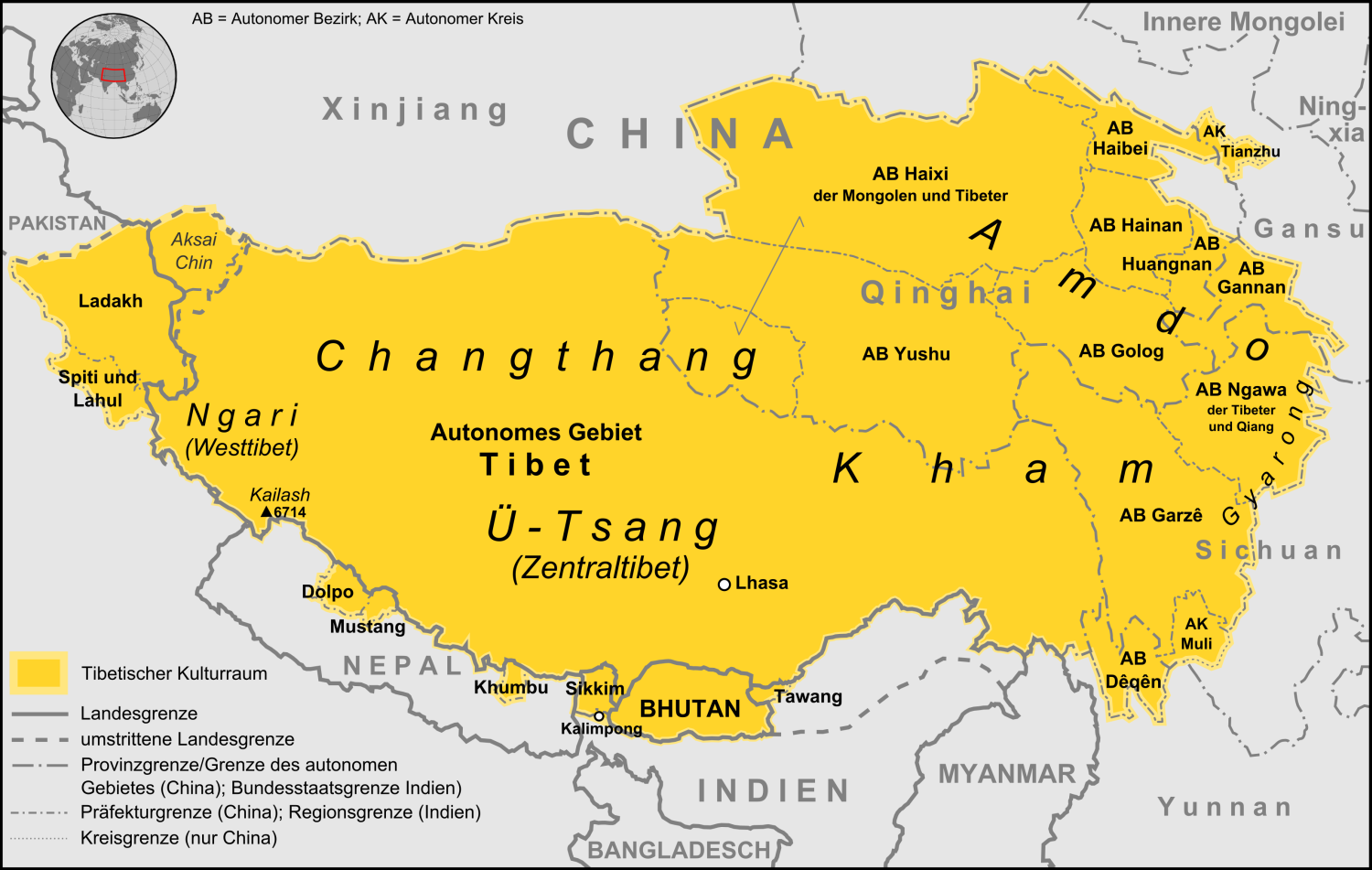
Territorios históricos del Tíbet, el control sobre estos fue el origen de la guerra sino-tibetana.

Durante los años 1920 y 1930, China estaba dividida por la guerra civil y estaba siendo ocupada por el imperio del Japón, pero nunca renunció a su pretensión de soberanía sobre el Tíbet, e hizo intentos ocasionales de hacerlo valer.
En 1932, los ejércitos de Qinghai y Sichuan del Ejército Nacional Revolucionario dirigido por Ma Bufang y Liu Wenhui derrotaron al ejército tibetano en la guerra sino-tibetana cuando el 13.º dalái lama trató de apoderarse de Qinghai y Xikang. Ambos advirtieron a los tibetanos que no cruzaran el río Jinsha de nuevo. Se firmó una tregua que ponía fin a los combates. El dalái lama había telegrafiado a los británicos en la India en busca de ayuda cuando sus ejércitos fueron derrotados, y comenzó a degradar a sus generales que se habían rendido.

### Muerte del 13.º dalái lama

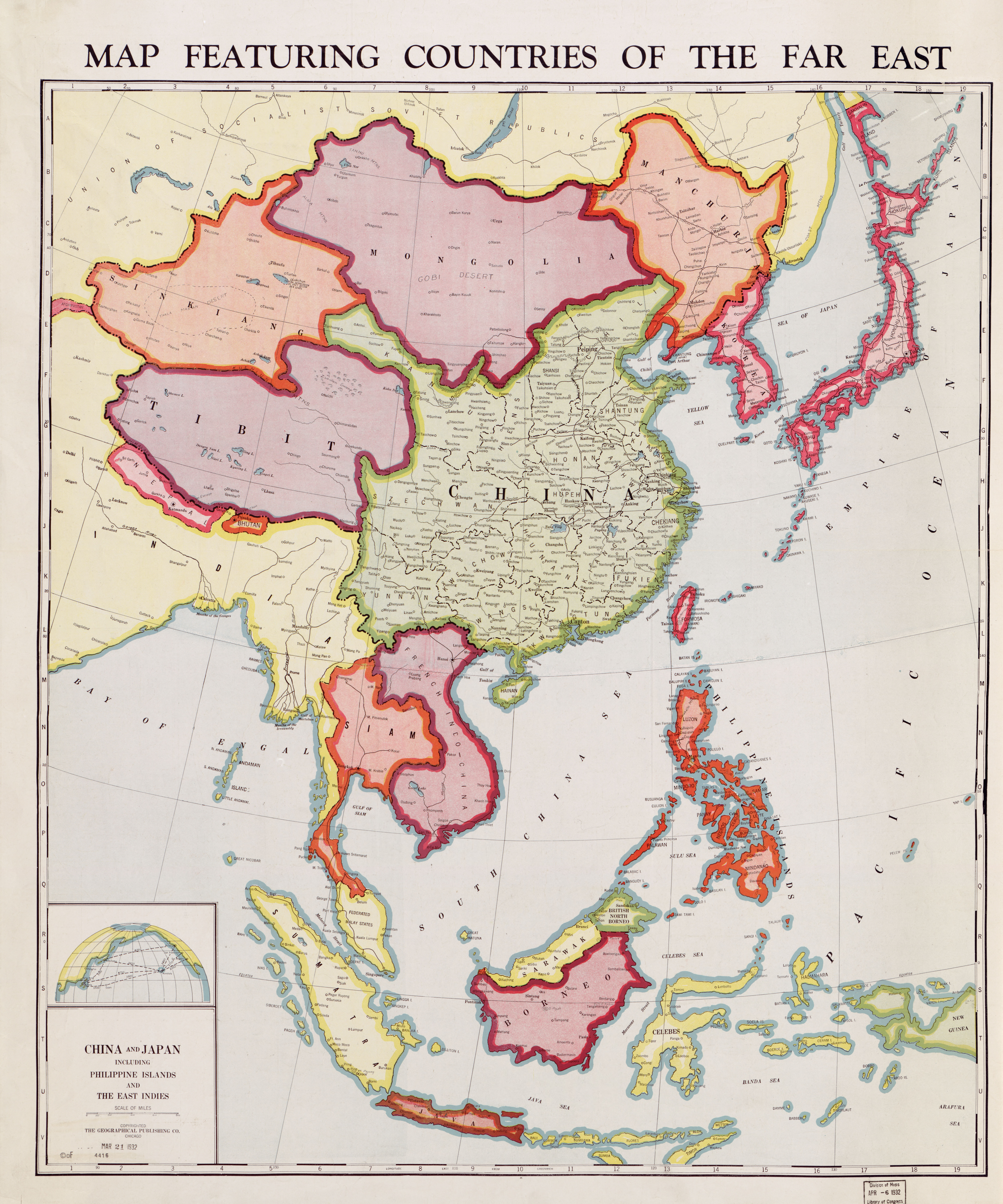
Tíbet (1932).

Desde de la expulsión de los amban del Tíbet en 1912, la comunicación entre el Tíbet y China se llevó a cabo sólo con los británicos como mediadores. Las comunicaciones directas se reanudaron después de la muerte el 13.º dalái lama en 1934, cuando China envió una "misión de condolencia" a Lhasa presidida por el general Huang Musong.
Poco después de la muerte del 13.º dalái lama, y de acuerdo con algunas versiones, los Kashag reafirmaron su posición de 1914 en la cual el Tíbet se mantenía nominalmente parte de China, y el Tíbet podía manejar sus propios asuntos políticos. Desde 1912 el Tíbet fue de facto independiente del control chino, pero en varias ocasiones se había indicado que estaría dispuesto a aceptar la condición de subordinación como parte de China, a condición de que los sistemas internos del Tíbet no se modificaron, y cediendo control por parte de China sobre una serie de importantes áreas étnicas tibetanas de Kham y Amdo. Como apoyo a las reclamaciones que el dominio chino sobre el Tíbet fue ininterrumpido, China alegó que los documentos oficiales mostraron que la Asamblea Nacional de China y las dos cámaras del parlamento tibetano tenía miembros, cuyos nombres se había conservado todo el tiempo.
Se le permitió a China establecer una oficina en Lhasa, que contaba con apoyo de la Comisión de Asuntos Mongoles y Tibetanos y estaba dirigida por Wu Zhongxin (Wu Chung-hsin), director de la Comisión de Asuntos Tibetanos, pero los tibetanos rechazaron la propuesta de que el Tíbet debía ser una parte de China, y a su vez exigieron la devolución de los territorios al este de Drichu (río Yangtsé). En respuesta a la creación de la oficina china en Lhasa, los británicos obtuvieron permiso para establecer su propia oficina allí.
La rebelión Khamba de 1934 encabezada por Pandastang Togbye y Pandatsang Rapga estalló contra el gobierno tibetano durante este tiempo, con los principales miembros de la familia Pandatsang de la tribu Khamba contra el ejército tibetano.

### El 14.º dalái lama

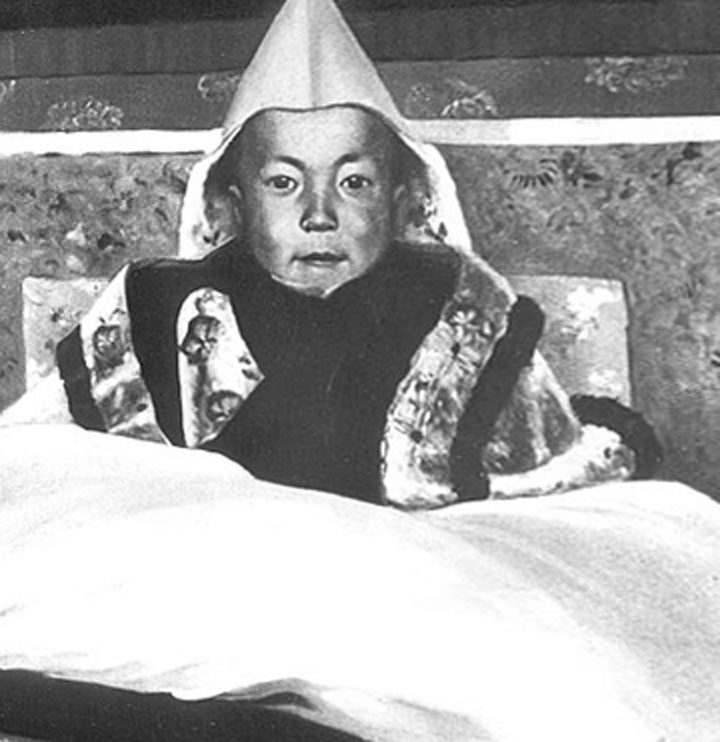
El 14.º dalái lama cuando era un niño.

El 14.º dalái lama, Tenzin Gyatso, nació en 1935 en Amdo, al este de Tíbet, y fue reconocido como la última reencarnación. Fue llevado a Lhasa en 1937, donde se le dio más tarde una ceremonia oficial en 1939. China alega que el Gobierno del Kuomintang ratificó al actual 14.º dalái lama, y que el representante del KMT, Wu Zhongxin, presidió la ceremonia. Tanto en el orden de la ratificación de febrero de 1940 y la película documental de la ceremonia todavía existen intactas. Según Tsering Shakya, Wu Zhongxin (junto con otros representantes extranjeros) estaba presente en la ceremonia, pero no hay evidencia de que él la presidía.
En 1942, el gobierno de Estados Unidos le dijo al gobierno de Chiang Kai-shek que no había duda de las afirmaciones chinas al Tíbet. En 1944, durante la Segunda Guerra Mundial, dos alpinistas austriacos, Heinrich Harrer y Aufschnaiter Pedro, llegaron a Lhasa, donde Harrer se convirtió en un tutor y amigo del joven dalái lama, dándole un buen conocimiento de la cultura occidental y de la sociedad moderna, hasta que fue obligado a abandonar la región en 1949.
Tíbet estableció un Ministerio de Asuntos Exteriores en 1942, y en 1946 se enviaron misiones de felicitación a China y la India (en relación con el final de la Segunda Guerra Mundial). La misión a China se le dio una carta dirigida al presidente de China, Chiang Kai-shek, que establecía "vamos a seguir para mantener la independencia del Tíbet como una nación gobernada por los sucesivos dalái lamas a través de un auténtico gobierno político-religioso". La misión estuvo de acuerdo en asistir a una asamblea constitucional de China en Nanjing en calidad de observadores.
Bajo las órdenes del gobierno del Kuomintang, Ma Bufang reparó el aeropuerto de Yushu en 1942 para impedir la independencia del Tíbet. Chiang Kai-shek también ordenó a Ma Bufang poner a sus soldados en estado de alerta para una invasión del Tíbet en 1942. Ma Bufang trasladó entonces a varios miles de soldados a la frontera con el Tíbet.
En 1947, el Tíbet envió una delegación a la Conferencia de Relaciones Asiáticas de Nueva Delhi, India, donde fue representada como una nación independiente, y la India reconoció su independencia desde 1947 hasta 1954. Esta puede haber sido la primera aparición de la bandera nacional tibetana en una reunión pública.

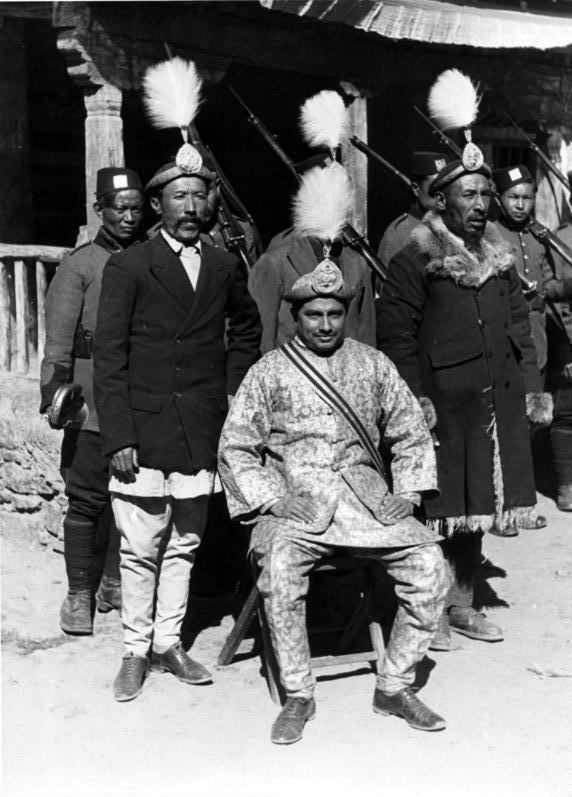
El enviado nepalés, el mayor Bista, con el secretario en Lhasa, 1938.

Entre 1947 y 1949 Lhasa envió una "misión comercial" dirigida por el Tsepon (Ministro de Hacienda) W.D. Shakabpa a la India, Hong Kong, Nanjing (entonces capital de China), los Estados Unidos y Gran Bretaña. Los países visitados fueron cuidadosos de no expresar su apoyo a la afirmación de que el Tíbet era independiente de China y en no discutir cuestiones políticas con la misión. Estos funcionarios de la misión comercial entraron en China a través de Hong Kong con pasaportes chinos emitidos en el Consulado de China en la India y se quedaron en China durante tres meses. Otros países, sin embargo, permitieron que la misión viajara con pasaportes emitidos por el gobierno tibetano. Los Estados Unidos recibió la misión comercial de forma no oficial. La misión se reunió con el primer ministro Clement Attlee en Londres en 1948.

### La esclavitud y la servidumbre en el Tíbet
Hasta 1959, cuando el dalái lama dirigió por última vez sobre el Tíbet, la mayoría de las tierras cultivables aún estaba organizada en propiedades señoriales trabajada por siervos. Estas fincas eran propiedad de dos grupos sociales: los terratenientes seculares ricos y los lamas teocráticos ricos. Incluso un escritor simpatizante con el viejo orden decía que "una gran cantidad de bienes raíces pertenecía a los monasterios, y la mayoría de ellos amasaron grandes riquezas". Gran parte de la riqueza se ha acumulado "a través de la participación activa en intercambio de bienes, el comercio y los préstamos de dinero".
El monasterio de Drepung fue uno de los mayores terratenientes del mundo, con sus 185 casas solariegas, 25 000 siervos, 300 grandes pastizales y 16.000 pastores. La riqueza de los monasterios estaba en manos de un pequeño número de lamas de altos rangos. La mayoría de los monjes ordinarios vivía modestamente y no tenía acceso directo a una gran riqueza. El propio dalái lama vivió en abundancia en el Palacio Potala, de 14 pisos y con 1000 habitaciones.
Los líderes seculares también tenían una situación similar. Un ejemplo notable fue el comandante en jefe del ejército tibetano, un miembro del Consejo de Ministros del dalái lama, que poseía 4000 kilómetros cuadrados de tierra y 3500 siervos. El antiguo Tíbet ha sido mal representado por algunos admiradores occidentales como "una nación que requiere una fuerza de policía porque su gente voluntariamente observaron las leyes del karma". De hecho, tenía un ejército profesional, aunque fuera pequeño, que sirvió principalmente como una gendarmería de los terratenientes para mantener el orden, proteger su propiedad, y perseguir a los siervos fugitivos.
Los muchachos jóvenes tibetanos con regularidad eran llevados lejos de sus familias campesinas y eran puestos en los monasterios para ser entrenados como monjes. Una vez allí, se unían de por vida. Tashi-Tsering, un monje, informaba que era común que los hijos de los campesinos fueran sexualmente maltratados en los monasterios. Él mismo fue víctima de repetidas violaciones, comenzando a los nueve años. En las propiedades monásticas también se reclutaban niños para la servidumbre de por vida, en el servicio doméstico, la interpretación de danza y soldados.
En el antiguo Tíbet había un pequeño número de agricultores que subsistían como una especie de campesinos libres, y tal vez 10 000 personas adicionales que componían la "clase media" de familias de comerciantes, tenderos y pequeños comerciantes. Miles de personas eran mendigos. También había esclavos, generalmente sirvientes domésticos, que eran dueños de nada. Sus descendientes nacieron en la esclavitud. La mayoría de la población rural eran siervos. Tratados un poco mejor que los esclavos, los siervos no tenían atención escolar o médica, y estaban bajo una fianza de por vida para trabajar sin goce de sueldo la tierra del señor —o la tierra del monasterio—, para reparar las casas del señor, el transporte de sus cosechas, y recoger su leña. Sus maestros les decían qué cultivar y qué animales criar. No podían casarse sin el consentimiento de su señor o lama. Así mismo podían ser fácilmente separados de sus familias si sus propietarios los arrendaban para trabajar en un lugar distante.
Al igual que en un sistema de trabajo libre y a diferencia de la esclavitud, los señores no tenían la responsabilidad del mantenimiento del siervo y no tiene interés directo en su supervivencia como una costosa pieza de su propiedad. Los siervos tenían que ganarse la vida. Sin embargo, como en un sistema esclavista, fueron atados a sus amos, lo que garantizaba una fuerza de trabajo fijo y permanente que no puede organizar ni declararse en huelga, ni salir libremente como mano de obra en un contexto de mercado. Los señores tenían lo mejor de ambos mundos.
Una mujer de 22 años de edad, misma que ha abandonado su siervo, informaba: "las siervas bonitas eran tomadas generalmente por el propietario como sirvientes de la casa y se las utilizaba a su antojo", eran "esclavos sin derechos". Los siervos necesitaban permiso para ir a cualquier parte. Los terratenientes tenían autoridad legal para capturar a aquellos que trataron de huir. Un fugitivo de 24 años dio la bienvenida a la invasión china como una "liberación". Declaró que bajo la servidumbre fue sometido a un trabajo incesante, hambre y el frío. Después de su tercer escape fallido, fue golpeado sin piedad por los hombres del señor hasta que le brotó sangre de su nariz y boca. A continuación, le vertieron alcohol y soda cáustica en las heridas para aumentar el dolor, afirmó.
Los siervos estaban gravados para pagar impuestos al casarse, por el nacimiento de cada hijo y por cada muerte en la familia. También les cobraban impuestos por plantar un árbol en su patio, por mantener a los animales, para los festivales religiosos, para el baile público y tambores, por ser enviado a prisión y al ser puesto en libertad. Los que no podían encontrar trabajo pagaban impuestos por estar desempleado, y si viajaban a otra aldea en busca de trabajo, pagaban un impuesto de paso. Cuando la gente no podía pagar, los monasterios les prestó dinero a un interés del 20 al 50 por ciento. Algunas deudas se transmiten de padre a hijo y a nieto. Los deudores que no podían cumplir con sus obligaciones corrían el riesgo de ser arrojados a la esclavitud.

### La anexión china del Tíbet
En 1949, al ver que los comunistas estaban ganando el control de China, el Kashag expulsó a todos los nacionales chinos, pese a las protestas tanto del Kuomintang como de los comunistas. El gobierno liderado por Mao Zedong, que llegó al poder el 1 de octubre de 1949, perdió poco tiempo en afirmar una nueva presencia china en el Tíbet. El 27 de diciembre Chengdu, la última ciudad del Kuomintang en China continental era tomada por las tropas comunistas. En junio de 1950, el gobierno del Reino Unido declaró en la Cámara de los Comunes que el gobierno de Su Majestad "siempre han estado dispuestos a reconocer la soberanía china sobre el Tíbet, pero sólo si es considerada como autónoma". En agosto de 1950 tiene lugar el Terremoto del Tíbet que registró una magnitud de 8,6 Mw siendo el más potente en la región registrado hasta esa fecha. El terremoto produjo enormes daños y mermó de gran manera la capacidad de organizar una defensa frente a la amenaza de invasión. En octubre de 1950, el Ejército Popular de Liberación invadió la región tibetana de Chamdo y eliminaron la resistencia esporádica del ejército tibetano. En 1951, los representantes de las autoridades tibetanas, encabezado Ngapoi Ngawang Jigme, con la autorización del dalái lama, participaron en las negociaciones en Pekín con el gobierno chino. El resultado fue el Acuerdo de los Diecisiete Puntos del 23 de mayo, que afirma la soberanía de China sobre el Tíbet. El acuerdo fue ratificado en Lhasa unos meses más tarde.